# Arne Sundbo
Arne Sundbo, född 1 augusti 1886 i Jørlunde, död 24 april 1970, var en dansk jurist, kommunalpolitiker (socialdemokrat) och lokalhistorisk författare.
Sundbo, som var son till redaktör J.P. Sundboe och hustru Karen Pedersen, blev student i Ribe 1904 och candidatus juris 1910. Han var överrättssakförare i Köpenhamn 1916–1938 och från 1954, för offentliga saker 1931–1938 och från 1954, värderingsordförande för Husum taxeringsdistrikt 1937–1938, medlem av Köpenhamns magistrat och borgmästare för magistratens fjärde avdelning 1938 och för femte avdelningen 1946–1954. Han var medlem av borgarrepresentationen från 1922, medlem av telefonabonnenternas representantskap 1923–1938, kassör i Foreningen for almene Byggeinteresser 1924–1927, medlem av överbevillningsnämnden för utskänkningssaker 1925–1938, av förvärvsskattekommittén for Köpenhamn 1925–1938, ordförande i och medstiftare av Selskab for Staden Københavns Historie og Topografi 1935, medlem av Köpenhamns hamnstyrelse 1938–1955 och av Idrætsparkens representantskap 1938, ordförande för byggnadskommissionen 1938–1946, medlem av huvudstadskommissionen 1939–1948, av justitieministeriets kommission angående organisationen av brandväsendet i Danmark 1945–1952, av samfärdselskommissionen (tillsatt av inrikes- och bostadsministeriet) 1950–1954 och av bostadskommissionen i Köpenhamn 1939–1954, värderingskommissarie i Köpenhamn 1945, ordförande för Storköpenhamns priskommitté 1946–1953 och medlem av Studentersamfundets styrelse 1909–1911. Han var medarbetare i den socialdemokratiska provinspressen 1904, vid Socialdemokraten 1910–1925 (från 1913 sportjournalist).